# Bolet de soca versicolor
El bolet de soca versicolor, bolet de soca zonat o ventall de soca de colors (Trametes versicolor) és una espècie de fong de l'ordre dels poliporals (Polyporales). Fa un bolet molt bonic que s'asseca i es conserva durant molt temps. No és comestible per la consistència de la seua carn. És difícil de confondre amb cap altre bolet si s'observen amb atenció totes les seues característiques. Potser el més semblant sigui Trametes multicolor, molt més rar, diferenciable per la secció triangular que s'observa en tallar un barret amb el ganivet.

## Morfologia

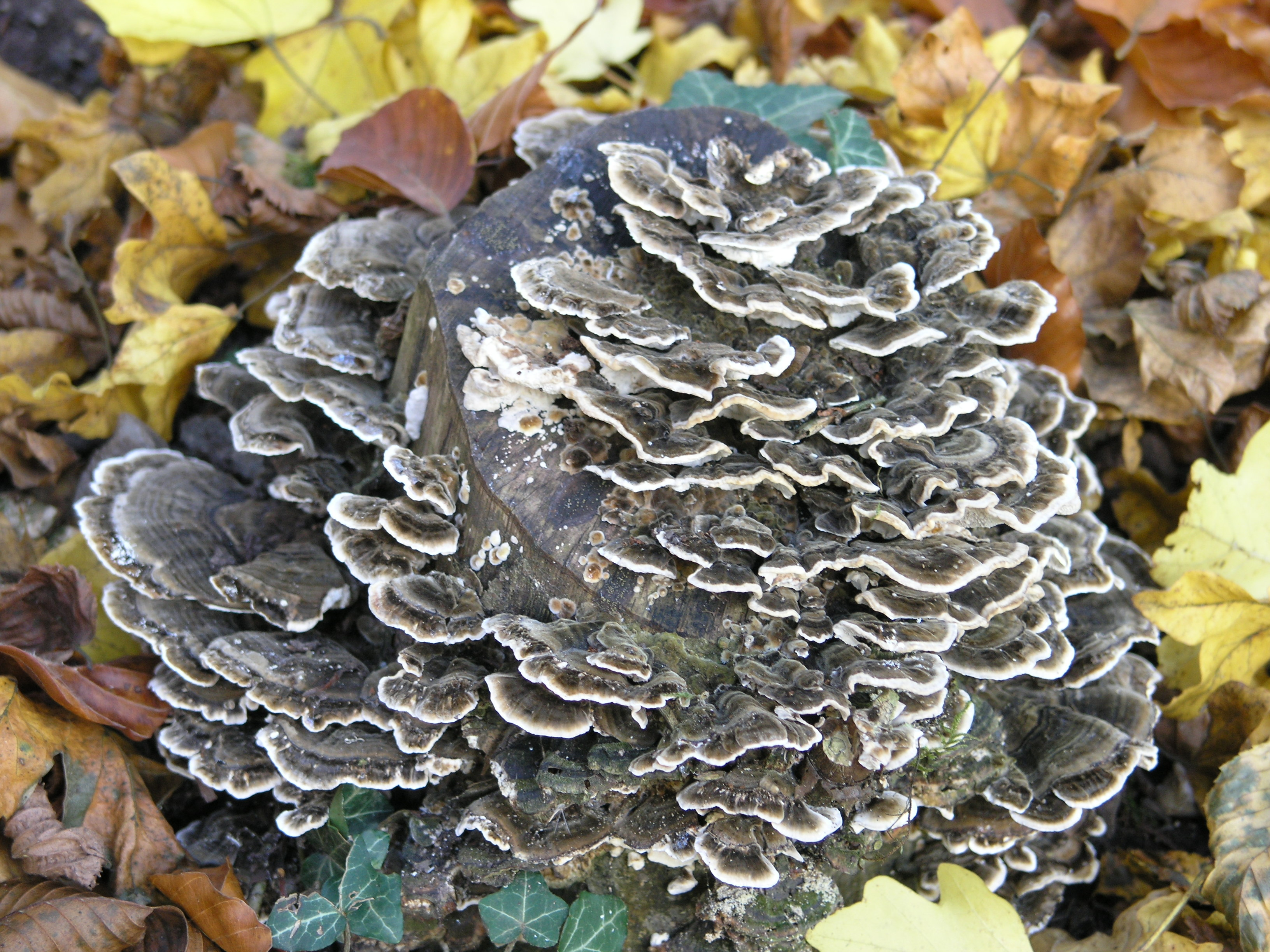
Una colònia de bolets de soca versicolors.

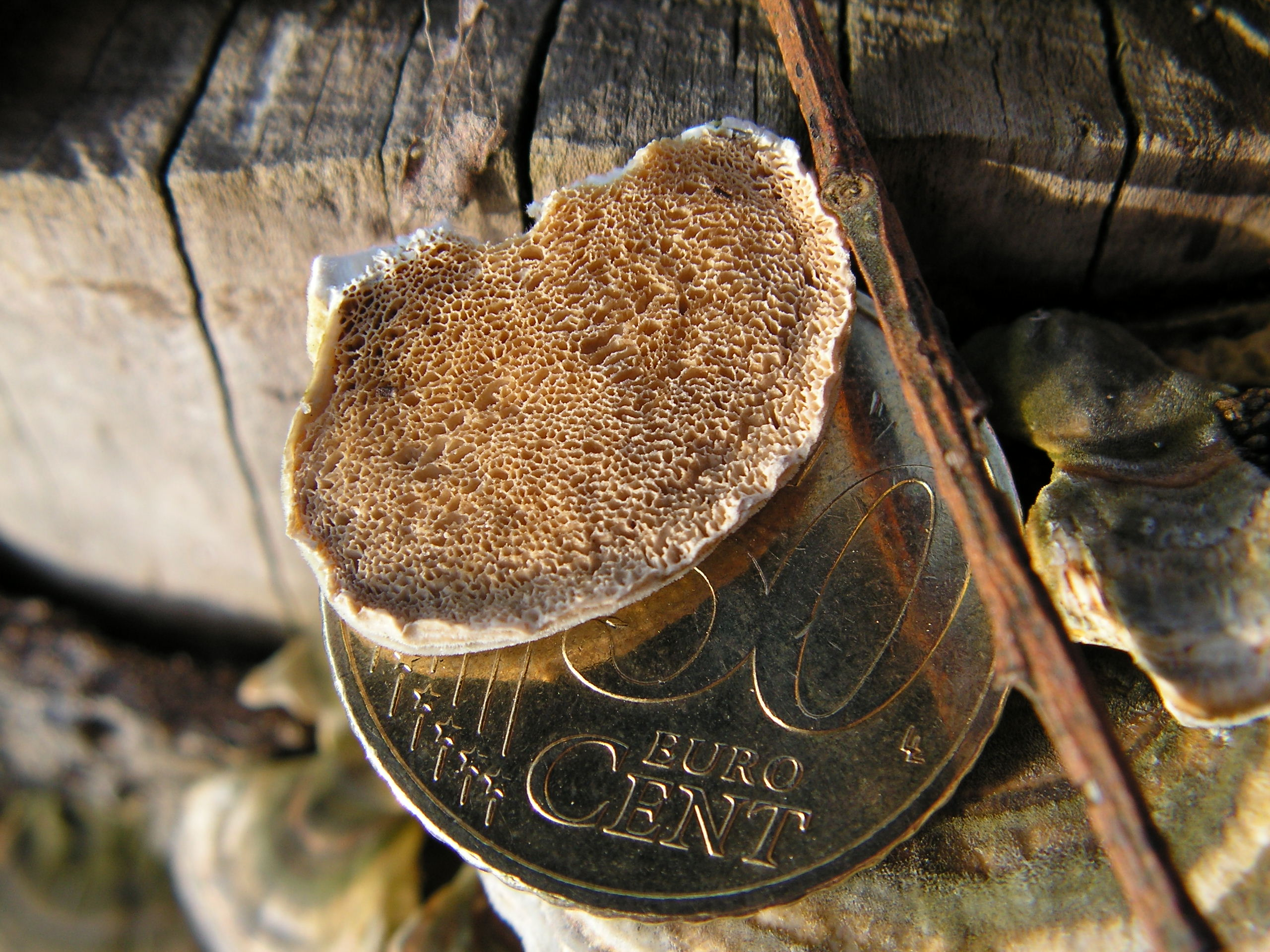
Bolet de soca versicolor mostrant els seus porus.

Aquest bolet apareix sempre en colònies de molts individus aplegats, que es disposen per pisos, amb els barrets sovint imbricats els uns amb els altres formant conjunts molt vistosos.
El barret, en forma de ventall, fa de 3 a 10 cm d'amplada i fins a 5 de sortida, de forma plana, de secció rectangular, amb un gruix inferior als 4 mm. Pot prendre colors molt variats des de gairebé blanc a bru fosc, grogós o blau i, fins i tot, negre, alternant amb zones concèntriques de color més clar. Els barrets surten directament del tronc on viuen, sense cap peu que els aguanti. La superfície del barret és vellutada i les bandes de color s'alternen, unes de més brillants i unes altres mat. A sota porta tubs molt curts amb porus rodons, molt petits, blancs o grogosos. Carn coriàcia, blanca.

## Hàbitat
Es pot trobar durant tot l'any en indrets humits, sobre soques tallades i branques caigudes, gairebé sempre de planifolis. Molt comú.

## Espècies similars
Les espècies semblants inclouen Trametes hirsuta, Trametes ochracea, Trametes suaveolens, Bjerkandera adusta, Cerrena unicolor, Lenzites betulina i Stereum hirsutum. Altres espècies de Stereum són semblants, generalment amb la superfície inferior suau, així com algunes espècies de Trichaptum.

## Utilització
Trametes versicolor pot ser utilitzat en la medicina tradicional xinesa o altres pràctiques fitoterapèutiques.
Els components més importants:
- Proteïnes de β-glucans (coriolan, PSK): actuen contra tumors, virus i regulen la immunitat.[6]
- Polisacàrid-K (PSK).
- Ergosterol (provitamina D2): ajuda a combatre els tumors.
- Polisacàrid-pèptid (PSP): actua contra els virus.

Es considera que els ingredients del bolet ajuden els limfòcits T a complir la seva funció, augmentant així la resistència del cos (immunitat) fins i tot contra les malalties més greus. La dosi diària recomanada és de 2-3 grams de pols de bolet sec tres vegades al dia, i no s'han registrat efectes secundaris nocius en relació amb el seu ús al llarg de la història. No obstant això, el Trametes versicolor no s'ha d'utilitzar conjuntament amb immunosupressors.
Normalment es promociona com a complement alimentari que aporta beneficis per a la salut, però no hi ha proves científiques suficients de la seva seguretat o eficàcia, i la qualitat pot variar a causa del processament i etiquetatge inconsistents.
Un estudi japonès va trobar una associació entre el consum del bolet i la prevenció del càncer de pròstata. El nombre de casos de càncer en el grup de persones que consumien almenys una dosi de bolets a la setmana era tres vegades menor que el nombre de casos en el grup de control. Cal assenyalar que només es pressuposa una associació amb la prevenció del càncer de pròstata, i no amb la seva curació.